# Sông San Juan (Nicaragua)
Sông San Juan (tiếng Tây Ban Nha: río San Juan) là một con sông dài 190 km chảy ra từ phía đông nam của hồ Nicaragua thuộc Nicaragua, gần khu vực biên giới với Costa Rica, trong phạm vi các rừng mưa nhiệt đới để đổ vào biển Caribe. Từ Bartola tới vùng châu thổ cửa sông thì bờ sông phía nam tạo thành biên giới giữa Nicaragua và Costa Rica, trong khi toàn bộ con sông trong suốt cả chiều dài của nó thuộc về lãnh thổ của Nicaragua.
Tại thượng nguồn, giữa hồ Nicaragua và El Castillo, lòng sông rộng và nước chảy êm đềm, với các khu vực dân cư tương đối đông đúc cùng các bãi chăn thả ven hai bờ. Từ El Castillo trở đi lòng sông hẹp và dòng chảy mạnh. Hai bờ là rừng mưa nhiệt đới và dân cư thưa thớt. Tại đoạn này có khu bảo tồn La Reserva Indio-Maíz. Trên sông có nhiều hòn đảo nhỏ thuôn dài được che phủ bằng thảm thực vật nhiệt đới. Cách cửa sông khoảng 25 km thì sông chia ra thành nhiều nhánh, tạo thành khu vực đồng bằng châu thổ với nhiều đảo và phá.
Trên sông San Juan các tàu thuyền lớn có thể qua lại, ngoại trừ khu vực có lòng hẹp và chảy nhanh.

## Lịch sử

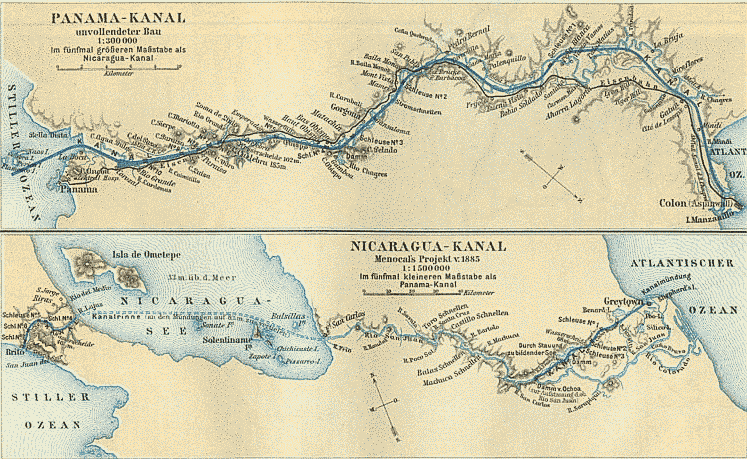
Bản đồ lịch sử về kênh Panama và kênh Nicaragua

Bắt đầu từ năm 1502, Cristoforo Colombo, trong chuyến đi thứ tư của mình tới Tân thế giới, đã bắt đầu cố gắng tìm kiếm hành trình đi biển về phía tây trong khu vực biển Caribe. Năm 1525, những người Tây Ban Nha đầu tiên đã tới khu vực sông San Juan và tiến vào hồ Nicaragua tới tận Granada ở phía tây bắc hồ này. Tuy nhiên, cố gắng của họ để tìm kiếm đường thông ra Thái Bình Dương không thu được kết quả gì. Những người Tây Ban Nha gọi con sông này là Rio Desaguadero.
Trong thế kỷ 17 những kẻ cướp biển thường xuyên đi qua sông này để tới cướp bóc thành phố giàu có Granada. Ngoài ra, các tàu thuyền của người Anh cũng bắt đầu tới đây, vì thế những người Tây Ban Nha vào năm 1672 đã quyết định xây dựng một pháo đài tại El Castillo nhằm bảo vệ và ngăn ngừa sự xâm lấn. Pháo đài này hoàn thành năm 1675.
Vào cuối thế kỷ 19 đã có một dự án nối Thái Bình Dương với Đại Tây Dương thông qua sông San Juan và hồ Nicaragua. Nó là dự án cạnh tranh với dự án kênh Panama, nhưng cuối cùng đã không được thực hiện. Ý tưởng của dự án đã được nhắc lại trong thập kỷ 1990, bao gồm khả năng về các hành trình khác trong phạm vi quốc gia này. Dự án Ecocanal đã thu được sự nhượng bộ từ phía Quốc hội Nicaragua để mở cửa trở lại sông San Juan cho giao thông thủy thương mại bằng sà lan.

## Cảnh quan
Trong lòng sông San Juan có một loài cá mập có thể sống trong các khu vực nước ngọt là cá mập bò (Carcharhinus leucas), chúng cũng có thể di cư tới tận hồ Nicaragua. Sông San Juan và vịnh San Juan còn là khu vực có phong cảnh đẹp và là nơi nghỉ ngơi thư giãn tốt.